# Isola Krestovskij

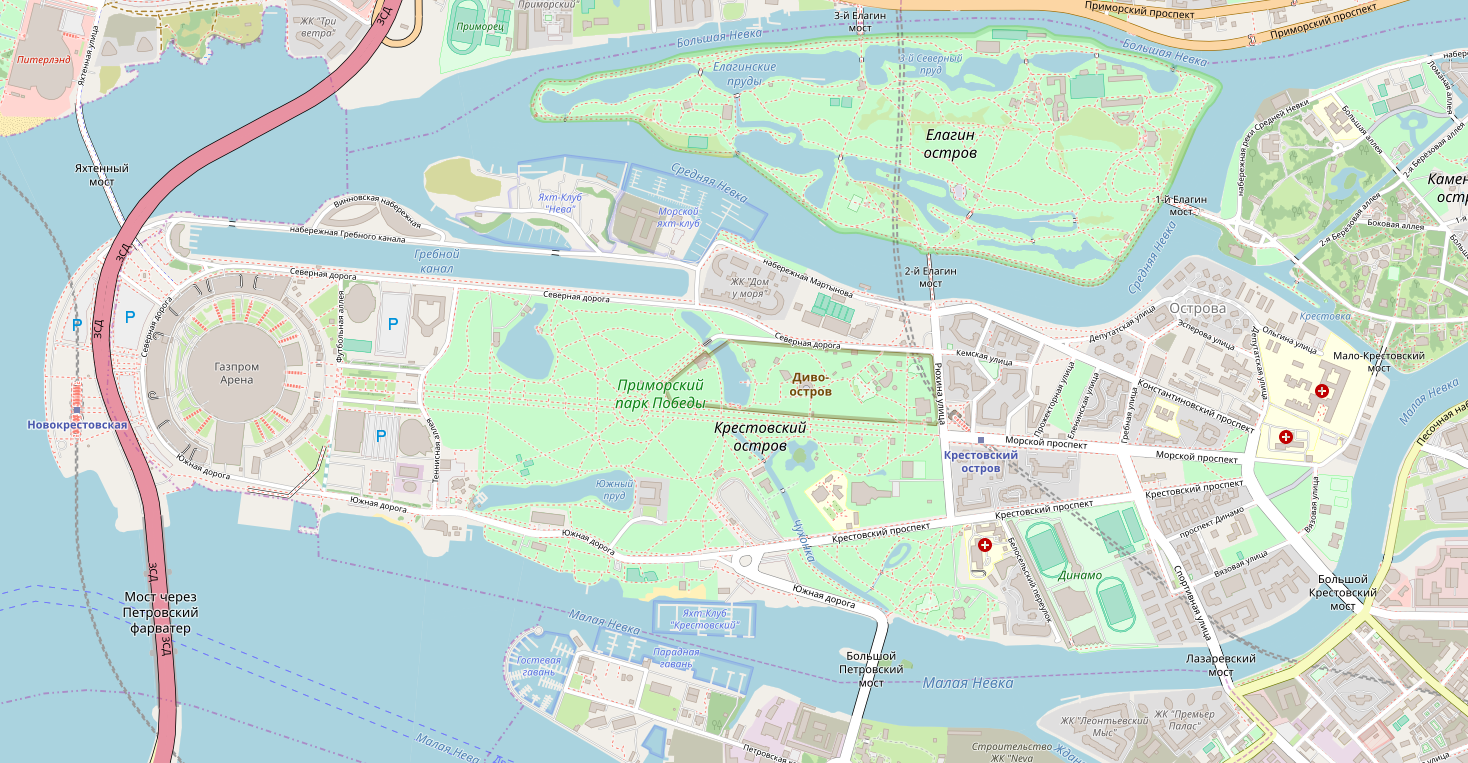

L'Isola Krestovskij si trova nel delta della Neva a San Pietroburgo, da essa prende il nome la fermata della metropolitana di San Pietroburgo di Krestovskij ostrov. Inoltre fu il luogo dove fu gettato in acqua il corpo senza vita di Rasputin dal ponte Bol'šoj Petrovskij da parte di un complotto di congiurati, durante la notte del 30 dicembre 1917 (dopo aver scartato l'idea di bruciarlo). Gli assassini gettarono il cadavere nel fiume Malaja Nevka. Fu ritrovato l'indomani mattina a 140 metri a ovest del ponte.